# Caribbean Association for Feminist Research and Action
De Caribbean Association for Feminist Research and Action (Cafra) is een niet-gouvernementele organisatie. De hoofdvestiging bevindt zich in Castries in Saint Lucia.
De Cafra fungeert als een Caribisch netwerk en federatie van organisaties die zich richten op vrouwenrechten. Een van de partners is de Surinaamse stichting Women's Rights Centre (WRC).